# Great Finborough
Great Finborough es una parroquia civil situada en el distrito no metropolitano de Mid Suffolk, en Suffolk, Inglaterra (Reino Unido). Según el censo de 2021, tiene una población de 840 habitantes.
Está ubicada al este de la región del Este de Inglaterra, al noreste de Londres y cerca de la ciudad de Ipswich —la capital del condado— y de la costa del mar del Norte.